# Rolf-Jürgen Krutwig
Rolf-Jürgen Krutwig (* 16. April 1943 in Köln) ist ein deutscher Ju-Jitsuka, Judoka und Autor mehrerer Kampfsportbücher.
Krutwig ist Träger des 6. Dan Goshin-Jitsu, 5. Dan Ju-Jutsu, des 2. Dan Judo (DDK und Kodokan) und des 1. Dan Karate. Er begann sein Judo training 1958 im Polizei-Sport-Verein. 1963 erlangte er seinen 1. Dan Judo und 1967 bestand er in Brüssel die Prüfung zum 2. Dan. Krutwig unterrichtet auch bei der Luftwaffe im Fliegerhorst Köln-Wahn Judo, Ju-Jutsu und Karate.
1969 erschien sein drittes Lehrbuch: Kendo im Bild als erstes Kendōlehrbuch in deutscher Sprache, obwohl Krutwig diese Budodisziplin nicht praktizierte.
Der gelernte Betriebswirt wurde am 30. November 1992 mit dem deutschen Verdienstkreuz am Bande ausgezeichnet.

## Werke
- Judo-Lehrgang: der Weg zur Gürtelprüfung, Franckh, 1967, ISBN 3440045935, mit Alfred Hasemeier
- Judo im Bild 2, Bassermannsche Verlagsbuchhandlung, München, 1969 mit Claus Halver u. Franz Karl Patzner
- Kendo im Bild – Die moderne Trainingsanleitung für japanisches Schwertfechten, Bassermannsche Verlagsbuchhandlung, München, 1969
- Karate – mein Freizeitsport, Humboldt-Taschenbuchverlag, München, 1985, ISBN 3581664933
- Judo – mein Freizeitsport, Humboldt-Taschenbuchverlag, München, 1995, ISBN 3581664542
- Ju-Jitsu,  Humboldt-Taschenbuch, München, 1991, ISBN 3581666464